# Salvatore Striano
Salvatore Striano (Napoli, 9 settembre 1972) è un attore italiano.

## Biografia
Nato a Napoli nel 1972. Vive da latitante finché viene arrestato e detenuto a Madrid, successivamente viene trasferito al carcere di Rebibbia. In carcere si appassiona al teatro, e viene colpito specialmente dalle opere di Shakespeare. 
Esordisce al cinema grazie al regista Matteo Garrone, che l'ha scritturato per il film Gomorra, tratto dal bestseller di Roberto Saviano. Dopo alcuni anni è ritornato in veste di attore a Rebibbia, dove ha interpretato il ruolo da protagonista di Bruto nel film dei fratelli Taviani Cesare deve morire.
Nel 2013 interpreta il ruolo di Vincenzo De Marchi nella fiction di Canale 5 diretto da Alexis Sweet Il clan dei camorristi.
Il 17 ottobre dello stesso anno interviene nel programma di approfondimento politico Servizio pubblico per portare la sua testimonianza sull'emergenza carceri, sulla rieducazione al loro interno e sul tema dell'indulto.
Nel 2014 torna in televisione con L'oro di Scampia di Beppe Fiorello e al cinema con Take Five e Milionari, film ispirato alla vita del boss Paolo Di Lauro.
Nel 2015, insieme a Guido Lombardi, firma Teste matte pubblicato da Chiarelettere: un romanzo travolgente e feroce, costruito sulla storia vera ed estrema di un gruppo criminale che ha osato combattere la camorra con le sue stesse armi.
Nel 2016, alla vigilia del 400º anniversario della scomparsa di Shakespeare, pubblica La Tempesta di Sasà sempre con Chiarelettere, il romanzo nel quale racconta la scoperta del teatro a Rebibbia e in particolare il lavoro svolto sui testi del Bardo. Nel 2017, per le edizioni Città Nuova, pubblica il romanzo Giù le maschere, 24 ore per cambiare una vita.

## Filmografia

### Cinema
- Gomorra, regia di Matteo Garrone (2008)
- Napoli Napoli Napoli, regia di Abel Ferrara (2009)
- Fortapàsc, regia di Marco Risi (2009)
- Gorbaciof, regia di Stefano Incerti (2010)
- Cesare deve morire, regia di Paolo e Vittorio Taviani (2012)
- L'oro di Scampia, regia di Marco Pontecorvo (2013)
- Take Five, regia di Guido Lombardi (2014)
- Milionari, regia di Alessandro Piva (2014)
- Viva la sposa, regia di Ascanio Celestini (2015)
- Falchi, regia di Toni D'Angelo (2017)
- Cutterhead, regia di Rasmus Kloster Bro (2018)
- Il grande salto, regia di Giorgio Tirabassi (2019)
- Ariaferma, regia di Leonardo Di Costanzo (2021)
- Il bambino nascosto, regia di Roberto Andò (2021)
- Nostalgia, regia di Mario Martone (2022)
- Rosanero, regia di Andrea Porporati (2022)
- Mixed by Erry, regia di Sidney Sibilia (2023)

### Cortometraggi
- Fuori tempo massimo, regia di Alberto Gatto (2010)
- PirandelloDrag, regia di Giacomo Triglia (2013)
- Hakuna Matata, regia di Aldo Iuliano (2013)
- Doppia luce, regia di Lazlo Barbo (2015)
- Respira, regia di Lazlo Barbo (2018)
- Le mosche, regia di Edgardo Pistone (2020)

### Televisione
- Il clan dei camorristi – serie TV, 3 episodi (2013)
- Il tredicesimo apostolo – serie TV, episodio 2x01 (2014)
- I bastardi di Pizzofalcone – serie TV, episodio 2x06 (2018)
- Mina Settembre, regia di Tiziana Aristarco - serie TV (2021-in corso)
- Il re, regia di Giuseppe Gagliardi - serie TV (2022-in corso)
- Giovannino Guareschi - Non muoio neanche se mi ammazzano, regia di Andrea Porporati - film TV (2025)

## Teatro
- Napoli milionaria, regia di Fabio Cavalli (2004)
- La tempesta di William Shakespeare, regia di Fabio Cavalli (2005)
- Sei mandate, regia di Emanuela Giordano (2006)
- Paradise Country, regia di Annaraisa Favale (2007)
- Senza passare dal via, regia di Fabio Cavalli (2007)
- Il giovane criminale, regia di Fabio Cavalli (2007)
- Gadda vs. Genet, regia di Fabio Cavalli (2008)
- Pasolo Scalo, regia di Fabio Cavalli (2009)
- La tempesta di William Shakespeare, regia di Andrea De Rosa (2009)
- Passione, regia di Alessandra Cutolo (2010)
- La reggente, regia di Stefano Incerti (2016)
- Ragazze sole con qualche esperienza, regia di Francesco Saponaro (2017)
- Masaniello, regia di Lara Sansone (2018)